# Croton subvillosus
Croton subvillosus är en törelväxtart som beskrevs av Johannes Müller Argoviensis. Croton subvillosus ingår i släktet Croton och familjen törelväxter. Inga underarter finns listade i Catalogue of Life.